# Xã Liberty, Quận Van Buren, Arkansas
Xã Liberty (tiếng Anh: Liberty Township) là một xã thuộc quận Van Buren, tiểu bang Arkansas, Hoa Kỳ. Năm 2010, dân số của xã này là 240 người.